# بوب كونسيدين
بوب كونسيدين (بالإنجليزية: Bob Considine) هو صحفي أمريكي، ولد في 4 نوفمبر 1906 في واشنطن العاصمة في الولايات المتحدة، وتوفي في 25 سبتمبر 1975 في مانهاتن في الولايات المتحدة.

## وصلات خارجية
- بوب كونسيدين على موقع IMDb (الإنجليزية)
- بوب كونسيدين على موقع إن إن دي بي (الإنجليزية)
- بوب كونسيدين على موقع قاعدة بيانات الفيلم (الإنجليزية)